# Ленкіня (Поморське воєводство)
Ленкіня (пол. Łękinia) — село в Польщі, у гміні Кочала Члуховського повіту Поморського воєводства.
Населення — 256 осіб (2011).
У 1975-1998 роках село належало до Слупського воєводства.

## Демографія
Демографічна структура станом на 31 березня 2011 року:
|          | Загалом | Допрацездатний вік | Працездатний вік | Постпрацездатний вік |
| -------- | ------- | ------------------ | ---------------- | -------------------- |
| Чоловіки | 144     | 25                 | 107              | 12                   |
| Жінки    | 112     | 23                 | 62               | 27                   |
| Разом    | 256     | 48                 | 169              | 39                   |